# Gabriela Potorac
Gabriela Potorac (née le 6 février 1973 à Bacău) est une gymnaste artistique roumaine.

## Biographie
Gabriela Potorac remporte aux Jeux olympiques d'été de 1988 à Séoul la médaille d'argent du concours général par équipes, la médaille d'argent en saut de cheval et la médaille de bronze à la poutre.
Elle termine aussi quatrième du concours général individuel.

## Palmarès

### Jeux olympiques
- Séoul 1988
  -  médaille d'argent au concours général par équipes.
  -  médaille de bronze au saut de cheval.
  -  médaille de bronze à la poutre.